# Джері Джонс
Джерал Вейн Джонс (англ. Jerral Wayne "Jerry" Jones; нар. 13 жовтня 1942)  — американський бізнесмен, який був власником, президентом і генеральним менеджером Національної футбольної ліги (НФЛ) Dallas Cowboys з лютого 1989 року.

## Раннє життя
Джонс народився в Лос-Анджелесі, штат Каліфорнія, в родині Джона «Пета» та Арменіти Джонс. У 1945 році родина повернулася до Норт-Літтл-Рок, штат, Арканзас в 1945. Його батьки володіли двома відділеннями Pat's Super Market в районі Роуз-Сіті в Норт-Літтл-Рок. Джонс був ранінгбеком у середній школі Норт-Літл-Рок, яку закінчив у 1960 році.
Після закінчення школи, разом з батьками Джонс переїхав до Спрінгфілда, штат Міссурі, де Пет був президентом і головою Modern Security Life Insurance Co. Активи компанії, яку в рекламі назвали компанією «одна з мільйона», збільшилися з 440 299,76 дол. його перша заява в 1961 році до 6 230 607 доларів США в 1965 році. Після закінчення Арканзаського університету Джерал В. Джонс був зазначений як виконавчий віце-президент. Завдяки успіху компанії Джонси зібрали ранчо Buena Vista Ranch площею 5500 акрів на схід від Спрінгфілда в Роджерсвіллі, штат Міссурі, в горах Озарк . У 1971 році, продавши страхову компанію, подружжя виділило 400 акрів свого ранчо, щоб створити Рай для тварин у Буена-Віста, де туристи могли відвідувати екзотичних тварин (тепер Сафарі з дикими тваринами в Страффорді, штат Міссурі, на південь від міжштатної автомагістралі 44 ).

### Студентська футбольна кар'єра
Джонс навчався в університеті Арканзасу, де був членом братства Каппа Сигма. Він був одним із капітанів національної футбольної команди Арканзасу 1964 року. Джонс був захисником тренера Залу слави студентського футболу Френка Бройлза та товаришем по команді тренера коледжу з футболу та НФЛ Джиммі Джонсона, якого Джонс найняв своїм першим головним тренером після покупки «Ковбоїв».
Іншими відомими товаришами по команді були Глен Рей Хайнс, загальноамериканський гравець у нападі; Кен Хетфілд, який продовжував тренувати кілька великих програм, включаючи Арканзас; Джим Ліндсі; майбутній переможець Outland Trophy Лойд Філліпс; і півзахисник Залу слави студентського футболу Ронні Кейвенс . Декілька майбутніх головних тренерів були помічниками тренера Бройлза в штабі Razorbacks під час кар'єри Джонса в коледжі у Фейєтвіллі, включаючи ще трьох членів Зали слави студентського футболу: Хайдена Фрая (Південний методистський університет, Університет штату Північний Техас та Університет штату Айова); Джонні Мейджорс (Університет штату Айова, Університет Піттсбурга та Університет Теннессі) і Баррі Світцер (Університет Оклахоми, а пізніше головний тренер "Ковбоїв" під керівництвом Джонса).
Джонс — один із небагатьох власників НФЛ, який досяг значного успіху як футболіст.

## Ділові підприємства
Відповідно до інтерв’ю з Джонсом на HBO, після закінчення коледжу в 1965 році він позичив мільйон доларів у профспілки Teamsters Джиммі Гоффи, щоб відкрити низку ресторанів Shakey's Pizza Parlor у Міссурі. Коли ця затія зазнала невдачі, Джонс отримав роботу в страховій компанії свого батька Modern Security Life у Спрінгфілді, штат Міссурі. У 1970 році отримав ступінь магістра бізнесу. Після кількох інших невдалих бізнес-підприємств (включно зі спробою, знову ж таки за гроші Teamsters, придбати San Diego Chargers Американської футбольної ліги в 1967 році), він розпочав бізнес з розвідки нафти та газу в Арканзасі, Jones Oil and Land Lease., яка стала успішною. Зараз його приватна компанія займається розвідкою природних ресурсів.
У 2008 році Джонс уклав партнерство з Yankee Global Enterprises, щоб створити Legends Hospitality, корпорацію з виробництва продуктів харчування, напоїв, товарів, роздрібної торгівлі та стадіонів, яка обслуговує розважальні заклади. 

## Даллас Ковбої
25 лютого 1989 року Джонс придбав "Ковбоїв" у HR "Bum" Bright за 140 мільйонів доларів (еквівалент 292,5 мільйонів доларів у 2020 році). Незабаром після покупки він звільнив давнього тренера Тома Лендрі, на той момент єдиного тренера в історії команди, на користь свого колишнього товариша по команді в Арканзасі Джиммі Джонсона. Через кілька місяців він звільнив давнього генерального менеджера Текса Шрамма і взяв на себе повний контроль над футболом.
Після повільного старту під Джонсом і Джонсоном (перший сезон під керівництвом Джонса, результат 1–15, залишається другим після першого сезону команди з точки зору марності), Джонс швидко створив команду, яку часто вважали найкращою Франшиза НФЛ 1990-х. «Ковбої» виграли Суперкубок XXVII в сезоні 1992 року, а також Суперкубок XXVIII наступного року в сезоні 1993 року. Потім Джонсон пішов, а його замінив Баррі Світцер, який виграв Суперкубок XXX у сезоні 1995 року. 
На момент продажу Брайт, що перебував у фінансових ситуаціях, стверджував, що щомісяця втрачає 1 мільйон доларів на франшизі. За час правління Джонса вартість «Ковбоїв» зросла приблизно до 5,5 мільярдів доларів, перетворивши свого власника на мільярдера. Велика частина фінансового успіху ліги з 1989 року приписується самому Джонсу. Зокрема, він був вирішальним у забезпеченні Fox як основного мовника NFC у той час, коли традиційні мережі «великої трійки» намагалися переконати лігу прийняти відкат плати за телевізійні права.
Збільшення доходів від телебачення відіграло вирішальну роль у забезпеченні НФЛ місця найбагатшої спортивної ліги світу з доходами понад 10 мільярдів доларів за сезон.
Сезон НФЛ 2020 року став для Джонса 32-м у статусі власника «Ковбоїв», що більше, ніж усі його попередники разом.

### Критика

GULFSTREAM GV N1DC Dallas Cowboys володіє особистим літаком у VNY

У онлайн-опитуванні від 8 жовтня 2003 року Sports Illustrated назвав Джонса найменш улюбленою спортивною особистістю в трьох штатах (Вірджинія, Делавер і Техас).
Джонса часто ганьблять вболівальники, які залишаються невдоволеними через його безцеремонне звільнення давнього персоналу «Ковбоїв», які були улюбленцями вболівальників, головного тренера Тома Лендрі та генерального менеджера Текса Шрамма, навіть попри те, що «Ковбої» погано виступали за останні кілька сезонів до того, як Джонс став власником. Джонс заявив, що не розглядав можливість утримувати Лендрі навіть на сезон, оскільки він сказав, що він не купив би команду, якби не міг найняти Джонсона як тренера. Джонс не обговорював це питання з Ландрі перед оголошенням рішення. Футбольні вболівальники та засоби масової інформації засудили це як відсутність класу та поваги, оскільки гордість і традиції були частиною «Ковбоїв», де очікується винагорода за чудову продуктивність і вірну службу. Після звільнення Джонс зазначив, що він шкодує про процес звільнення Лендрі та свою роль у цьому. Пізніше виявилося, що попередник Джонса, Брайт, був незадоволений Лендрі протягом багатьох років і запропонував позбавити Джонса від неминучої критики, звільнивши багаторічного тренера самого перед продажем команди. Брайт хотів звільнити Лендрі ще в 1987 році, але Шрамм сказав йому, що відповідної заміни немає.
Частина критики вболівальників пов’язана з високою помітністю та залученістю Джонса як «обличчя команди», на відміну як від Брайта, так і від початкового власника «Ковбойз», Клінта Мерчісона-молодшого. Видатна роль Джонса призвела до фанів висловлюючи невдоволення Джонсом і відсутністю успіху франшизи, з особливою критикою Джонса, який служить його власним генеральним менеджером. Була особлива критика Джонса через його конфлікт із головним тренером Джиммі Джонсоном, оскільки Джонс «хотів, щоб уболівальники Cowboys знали, що він допоміг створити команди-переможці Суперкубку», тоді як «Джонсон наполягав на тому, що він зробив усі кадрові зміни», оскільки він мав останнє слово у футбольних справах і відмовився поступитися цим повноваженням. Отже, Джонс витіснив Джонсона після сезону 1993 року, незважаючи на дві послідовні перемоги в Суперкубку, і відмовився ввести Джонсона в Почесний ринг Cowboys. Джонс також спочатку пообіцяв головному тренеру Біллу Парселсу повний контроль над футбольними справами; однак їхні стосунки розпалися після того, як Джонс підписав контракт із суперечливим широким приймачем Терреллом Оуенсом . Наступник Парселлса, Вейд Філліпс, поскаржився друзям на те, що Джонс його «неодноразово підриває та здогадується».
Джонс є одним із двох власників у лізі (другий — Майк Браун із Цинциннаті ), які мають титул або повноваження генерального менеджера. У 2018 році він сказав репортеру Atlanta Journal-Constitution Марку Лейну, що робота в якості його власного генерального менеджера допомагає спростити процес прийняття рішень і зв’язок із тренерським штабом. Протягом перебування Джонса на посаді вболівальники «Ковбоїв» організували низку масових заходів, щоб змістити Джонса з посади.
Джонс є темою книги Девіда Мегі «Гра, щоб виграти» 2008 року. У книзі Джонс визнав, що погано впорався зі звільненням Лендрі та взяв на себе певну провину за розпад своїх стосунків із наступником Лендрі, Джиммі Джонсоном.
У 2016 році Джонс брав участь у переїзді Сент-Луїс Ремс до Лос-Анджелеса зі Стеном Кроенке . Він зіграв важливу роль в укладенні угоди між Стеном Кронке, власником «Сан-Дієго Чарджерс» Діном Спаносом і власником «Окленд Рейдерс» Марком Девісом, щоб переконатися, що план Кронке щодо стадіону SoFi Stadium був прийнятий, і це було зроблено завдяки голосуванню 30 проти 2 власників. Деякі фанати та спортивні ЗМІ в Сент-Луїсі розкритикували підтримку та роль Джонса в переговорах. Джонс також був ключовим прихильником переїзду Oakland Raiders до Лас-Вегаса, щоб грати на Allegiant Stadium.

### Штрафи НФЛ
НФЛ оштрафувала Джонса на 25 000 доларів США за публічну критику рефері Еда Хочулі після того, як Хочулі зробив виклик у грі між Сан-Дієго Чарджерс і Денвер Бронкос 14 вересня 2008 року. Джонс зробив коментарі як для преси, так і в своєму радіошоу, сказавши, що Хочулі був одним із найбільш критикованих чиновників у НФЛ. Це був перший штраф Джонса від НФЛ. 
У 2009 році Джонса оштрафували на 100 000 доларів США за порушення наказу щодо трудових питань, зазначивши, що розподіл доходів «закінчується». Комісар Роджер Гуделл видав заборону всім власникам і керівникам команд обговорювати будь-які аспекти невирішених трудових питань. Джерела повідомили, що Джонс «перетнув межу», отримавши «шестизначний» штраф, коли комісар розповсюдив пам’ятку всім 32 власникам разом із нагадуванням про те, що розпорядження про заборону затиску залишається в силі. Гуделл не розкрив конкретну суму штрафу Джонса в записці.
Джонс був джерелом натхнення для персонажа Бакстера Кейна ( Роберт Вон ), власника Dallas Felons, у фільмі «БЕЙСкетбол» 1998 року. У 1998 році він знявся в епізодичній ролі самого себе у телевізійному фільмі «Даллас: Війна Юінгів» .
Джонс і Дейон Сандерс з'явилися разом у кількох телевізійних рекламних роликах під час перебування Сандерса в «Ковбоях».
Джонс також з'явився в ролі самого себе в епізоді телевізійного шоу "Тренер" у 1996 році та в телевізійній рекламі Diet Pepsi MAX у 2007 році, де також фігурували тодішній головний тренер Cowboys Вейд Філліпс і захисник Тоні Ромо .
Він з'явився в ролі самого себе в сьомому сезоні серіалу HBO « Оточення » в 2010 році, в епізоді телеканалу TNT у втіленні Далласа під назвою «Правда і наслідки», який вийшов в ефір 4 липня 2012 року, в серії рекламних роликів сезону 2012 року. ESPN Monday Night Football та прем’єра 4 сезону The League . У 2013 році Джонс зняв документальний фільм про колишнього товариша по команді та бізнес-партнера Джима Ліндсі.
Джонс також з'являється в рекламі Pepsi 2013 року, заходячи в ліфт, наповнений трьома чоловіками в одязі New York Giants, які дивляться на нього з незадоволенням.
Його спародіювали в першому епізоді « Go Fund Yourself » вісімнадцятого сезону <i id="mw-w">South Park</i> разом із кількома іншими власниками команд НФЛ. В одній сцені Джонс зображений із величезними опуклими очима, схожими на хамелеона, а голова молодої жінки висувається з його колін. Він знову з'являється в епізоді 21 сезону « Мохові поросята ».

## Нагороди та відзнаки
НФЛ
- Триразовий чемпіон Super Bowl - XXVII, XXVIII, XXX (як власник/президент/GM Dallas Cowboys )
- Кращий керівник НФЛ 2014 року[41]
- Зал слави професійного футболу (клас 2017)[42]

NCAA
- Національний чемпіонат FWAA з студентського футболу 1964 (у складі «Арканзас Розорбекс »)
- 2010 NFF Gridiron Club of Dallas Distinguished Texas Award[43]

ЗМІ
- 1993 Нагорода видатної команди ESPY (як власник/президент/генеральний директор Dallas Cowboys)

Інші
- 1993 Золота пластинка Американської академії досягнень[44]
- 2013 Премія Гораціо Алджера[45]
- Ducks Unlimited (Арканзаська філія) Премія Jerry Jones Sportsmans Award названа на його честь[46]

## Особисте життя
Джонс одружений і має трьох дітей. Стівен виконує обов'язки головного операційного директора/виконавчого віце-президента/директора з персоналу гравців Cowboys. Шарлотта є виконавчим віце-президентом і головним бренд-директором Cowboys. Джеррі Джонс молодший — директор із продажу та маркетингу/віце-президент Cowboys. Джонс володіє будинком у Дестіні, Флорида.
У липні 2015 року на прес-конференції перед тренувальним табором "Cowboys" Джонс заявив, що переніс операцію по заміні кульшового суглоба, пожартувавши, що не розпочне сезон у списку PUP.
За даними Forbes, станом на грудень 2019 року статки Джонса становили 8,5 мільярдів доларів, більшість з яких припадає на його частку в Cowboys, які наразі оцінюються тим же виданням як найдорожча спортивна команда у світі на 5 мільярдів доларів[джерело?].
У березні 2022 року 25-річна жінка подала на Джонса судовий позов, який стверджувала, що він є її біологічним батьком. Ця жінка є донькою колишнього співробітника авіакомпанії, якого Джонс зустрів у Літл-Року, штат Арканзас .  Джонс заплатив жінці та її матері майже 3 мільйони доларів, що включало повну вартість навчання жінки в Південному методистському університеті та Range Rover вартістю 70 000 доларів на її 16-й день народження. Запити на гроші та інші витрати перевищили суму, яку Джонс погодився сплатити за трастовою угодою між сторонами, майже на 1 мільйон доларів протягом багатьох років, включаючи 33 000 доларів на вечірку до дня народження "Sweet 16", яка була показана в реаліті-шоу Big Rich Техас.
У листопаді 2022 року з’явилася фотографія 1957 року, на якій 14-річний Джеррі Джонс був свідком сварки, під час якої білі учні намагалися перешкодити шістьом афроамериканським учням потрапити до середньої школи Норт-Літл-Рок в Арканзасі. Норт-Літл-Рок почав інтегруватися в 1957 році Незважаючи на те, що головний футбольний тренер школи наказав команді (частиною якої був Джонс) триматися подалі від таких сцен, Джонс сказав, що він був там як цікавий перехожий. Джонс також заявив: «Я не знаю, чи я чи хтось передбачав або мав досвід знати, що було залучено. Це була більш цікава річ» Джонс висловив жаль, що не зробив більше, щоб допомогти чорним студентам відчути себе більш прийнятними в Літл-Рок.